# Rurutu
Rurutu – wyspa w Polinezji Francuskiej, w archipelagu Îles Australes. W 2017 roku zamieszkiwały ją 2574 osoby.

## Geografia
Rurutu to wyspa wulkaniczna, o powierzchni 32,3 km². Rozciąga się południkowo na długości 10 km i liczy około 3 km szerokości. Krajobraz jest górzysty, wybrzeże klifowe. Najwyższy szczyt, Manureva, wznosi się 385 m n.p.m. Wzdłuż wybrzeża wyspę otacza rafa koralowa.
Ludność na wyspie skupiona jest w trzech miejscowościach rozlokowanych na wybrzeżu – Moerai, Avera i Hauti. Znajduje się tu lotnisko.

## Historia
Wyspa zasiedlona została przez Polinezyjczyków około 900 roku. W 1769 roku dostrzegł ją James Cook, jednak wyspa pozostała przez wiele lat poza zainteresowaniem Europejczyków. Pod koniec XVIII wieku populacja wyspy prawdopodobnie sięgała 3000 osób. Konflikty międzyplemienne doprowadziły do jej zdziesiątkowania w latach 1815–1820. W 1821 roku na wyspie wylądowali protestanccy misjonarze. W 1889 roku Francja ustanowiła na wyspie protektorat, a w 1900 roku anektowała wyspę.